# 大阪南部高速道路
大阪南部高速道路(おおさかなんぶこうそくどうろ)とは、大阪府藤井寺市から岸和田市をつなぐ高速道路の構想である。略称は「大南高」（だいなんこう）。
高速道路が無い南河内地域と阪和自動車道、南阪奈道路、西名阪自動車道、京奈和自動車道との接続を行うことで、大阪都心部や関西国際空港への接続性の向上や、奈良県や和歌山県を含めた交通ネットワークの構築を目論む。

## 経過
- 2015年 (平成27年)  - 河内長野市及び河南町が中心となり、近隣市町村に呼びかけ、準備会を設立[3]。
- 2015年（平成27年）12月13日 - 構成団体12市町村で「大阪南部高速道路事業化促進協議会」を設立。
- 2016年（平成28年）5月 - 五條市・橋本市・かつらぎ町が促進協議会に参画。
- 2021年（令和3年）6月 - 「大阪府 新広域道路交通計画」（大阪府）に記載[4]。
- 2021年（令和3年）7月 - 「近畿ブロック新広域道路交通計画」（近畿地方整備局）に、地域高規格道路（調査中路線）として記載[1]。

## 路線データ
詳細はルート未定につき、不確定。
- 起点：大阪府藤井寺市（西名阪自動車道）
- 終点：大阪府岸和田市（阪和自動車道）

## エピソード
- 略称の「大南高」は、地元南河内出身の武将 楠木正成の「大楠公（だいなんこう）」にちなんだもの[5]。